# Иль-де-Сандр
Иль де Сандр, Остров золы (вьет. Hòn Tro, фр. île des Cendres) — группа подводных вулканов, находящихся к югу от острова Фукуй, в 130 км к юго-востоку от вьетнамского города Фантхьет.
Включает в себя два шлаковых конуса, в результате активной деятельности которых в 1923 году появились временные островки. Также в группу входит два подводных купола, возраст которых не установлен. Состоят из щёлочных базальтов, гипербазитов, лерцолитов. Период образования точно не установлен, либо в голоцене, либо по предположению Ю. Н. Маркова вулкан образовался в позднем плейстоцене, 13 000 лет назад вследствие того, что в этом период происходила вулканическая деятельность на континентальном Вьетнаме.
Единственное зафиксированное извержение вулкана произошло в 1923 году в период со 2 марта по 13 мая. Тогда образовалось 2 острова: первый — 30 метров в высоту и 450 метров в ширину, второй — 30 см в высоту и 30 м в ширину. Также образовался третий конус, который был на глубине 20 метров. Впоследствии острова были размыты морем. Подводный вулканический рельеф направлен в сторону прибрежного Вьетнама. По результатам исследований российского судна Вулканолог, объём извергнутого на поверхность материала оценивается в 40-60 млн м³.